# Shether
Shether (stilizzato come shETHER) è una canzone della rapper statunitense Remy Ma. È un dissing rivolto alla rapper statunitense di origine trinidadiana Nicki Minaj. È stato pubblicato il 25 febbraio 2017 dall'etichetta Empire Distribution. Il titolo e il ritmo della canzone sono tratti dalla traccia Ether del rapper Nas.

## Antefatti e pubblicazione
Le divergenze tra Remy Ma e la Minaj sono nate nel 2007, quando Nicki ha rilasciato un freestyle, intitolato Dirty Money, estratto dal suo mixtape Playtime Is Over (2007). Nel brano, la rapper recita delle parole apparentemente rivolta a Remy Ma. La Minaj, però, non ha mai confermato o smentito se la canzone riguardasse lei.
Sebbene Remy Ma e Nicki Minaj abbiano condiviso parole di incoraggiamento e di ammirazioni negli ultimi anni, la loro relazione presto si è inasprita, e hanno cominciato a pubblicare versi e canzoni con testi rivolti l'una all'altra, tra cui Money Showers di Ma con Fat Joe e Make Love della Minaj con Gucci Mane, che è stato pubblicato due giorni prima della pubblicazione di Shether.
Il 25 febbraio 2017, Shether è stato pubblicato sia su SoundCloud che sugli store di musica online. Al momento dell'uscita del brano, la rapper autrice ha twittato: «You wanna see a dead body' (little kid fro BoyzNdaHood voice) @nickiminaj» Al momento del rilascio, la diss track è stata oggetto di molti commenti e molte condivisioni sui social media.
Il brano però è stato successivamente bandito da iTunes, SoundCloud e YouTube a causa della violazione di copyright, e da allora è stato rimosso da tutti i servizi di radio e streaming online. Secondo TMZ, Nas non aveva nulla a che fare con la segnalazione e che approvava l'uso del suo beat nella canzone, e sosteneva che probabilmente la Universal, che possiede la proprietà intellettuale della canzone, avesse preso provvedimenti per rimuoverlo.

## Descrizione
Il testo di Shether contiene una serie di accuse riguardanti la vita personale e professionale di Minaj. Inoltre fa diverse accuse sugli affari sessuali della Minaj con i membri della Cash Money Records e con altre celebrità. La canzone la accusa anche di usare la chirurgia plastica per migliorare il suo aspetto e la critica per essersi schierata dalla parte di suo fratello, che, a quel tempo, stava affrontando un processo per il presunto stupro di una minore.

## Accoglienza
La canzone è stata realizzata come una traccia di risposta alla Minaj dopo i due dissing a Remy ("Swalla" e "Make Love"). Uno giornalista di BET l'ha definita come una traccia "apologeticamente selvaggia". Mitchell Peters di Billboard l'ha definita invece una "traccia diss dissacrante" che "non mostra alcuna pietà per Nicki Minaj".
 

Dopo la pubblicazione del brano, Minaj ha risposto con due post su Instagram. Remy Ma ha poi affermato che "non si aspettava una risposta" in un'intervista al Wendy Williams Show . Una settimana dopo, in un'intervista di BuzzFeed News, Remy ha dichiarato di avere avuto dei ripensamenti sulla pubblicazione della diss track e ha parlato delle difficoltà dell'essere donna nell'industria musicale. Quando le è stato chiesto se si fosse pentita di aver pubblicato la traccia, ha risposto: 
 «Non me ne pento, ma non ne sono nemmeno particolarmente orgogliosa. . . Mi disturba solo che questo brano in cui sto letteralmente "facendo a pezzi" una donna, sia diventato così virale. . . Avremmo potuto fare lo stesso tipo di cosa, ma lavorando insieme. Mi sarebbe piaciuto molto di più in questo modo.» 
 Nicki ha risposto alla rapper in alcuni versi della sua canzone No Frauds, pubblicata il 10 marzo 2017.

## Esibizioni dal vivo
Remy si è esibita cantando la canzone dal vivo al Summer Jam l'11 giugno 2017, assieme a Fat Joe sul palco. Durante la performance, le immagini della Minaj sono state mostrate sullo schermo del palco.

## Classifiche
| Classifica (2017) | Posizione raggiunta |
| ----------------- | ------------------- |
| Stati Uniti       | 119                 |

## Date di pubblicazione
| Nazione     | Data             | Formato                         | Versione           | Etichetta      | Ref.  |
| ----------- | ---------------- | ------------------------------- | ------------------ | -------------- | ----- |
| Stati Uniti | 25 febbraio 2017 | - Download digitale - Streaming | - Clean - Explicit | - RNG - EMPIRE | [ 2 ] |